# A százéves ember, aki kimászott az ablakon és eltűnt (film)
A százéves ember, aki kimászott az ablakon és eltűnt (eredeti cím: Hundraåringen som klev ut genom fönstret och försvann) 2013-ban bemutatott svéd filmvígjáték, amely Jonas Jonasson azonos című könyvén alapul. Rendezője Felix Herngren, a forgatókönyvet Hernrgren és Hans Ingemansson írta, a főbb szerepekben Robert Gustafsson, Ralph Carlsson, Iwar Wiklander, David Wiberg, Mia Skäringer, Jens Hultén és Alan Ford látható. 

## Cselekmény
Allan Karlsson egy öregúr, aki sokáig egy erdőszéli házikóban lakott a macskájával, Molotovval, míg azt meg nem ölte egy róka. Ezután bosszúból Allan egy dinamittal megtöltött hot dogot rejtett el a háza közelében, amit kiszagolt a róka, és Allan távolról felrobbantotta az állatot. Tette miatt a hatóságok arra kötelezték, hogy költözzön be egy nyugdíjasotthonba, ahol figyelnek rá. Itt éli tovább az életét, a századik születésnapján azonban, amikor tudja, hogy hatalmas ünnepséget szerveztek neki, inkább kimászik a szobája ablakán és az intézmény mögötti temetőt megkerülve, a buszpályaudvarra sétál. Itt azt mondja a jegypénztárosnak, hogy nincs kimondottan úti célja, mondja meg, melyik járat indul a leghamarabb. A leghamarabb a Strängnäsbe közlekedő járat indul, azonban Allan pénze csak arra elég, hogy a Byringe vasúti megállóhelyig jusson el. Eközben egy fiatal skinhead érkezik a váróterembe, majd bemegy a mosdóba, és durván arra utasítja Allant, hogy vigyázzon a bőröndjére. Az érkező buszt látva azonban Allan a bőrönddel együtt kisiet a váróból. Eközben az idősotthon igazgatónője megkéri egy munkatársát, hogy értesítse a rendőrséget Allan eltűnéséről.
Allan visszaemlékezik a gyermekkorára. A kisfiú kilencedik évében az apja feltalálta a gumióvszert, azonban éppen Gyereknapon mutatta azt be, és ezért a rendőrség elhurcolta. Nemsokkal később Oroszországba ment, ahol a forradalom idején a saját maga független köztársaságává nyilvánított egy 15 négyzetméteres területet Moszkva főterén. Itt folytatta a gumi használatának népszerűsítését és ismertetését, azonban az orosz rendfenntartás lebontotta a "köztársaságát", magát Karlssont pedig elvitték és sortűzzel kivégezték. Amikor a Karlsson családhoz megérkezett a családfő halálának híre és a hátrahagyott holmijai, Allan egy fényképezőgépet és egy matrijoska babát kapott – amit pedig elemenként felrobbantott, ezzel életében először megtapasztalva, milyen "levegőbe repíteni a dolgokat". Az anyja a férjétől örökölt ékszertojást áron alul eladta egy Gustavsson nevű üzletembernek. Két évvel később az asszony is meghalt valamilyen, akkor még nem gyógyítható légzőrendszeri betegség következtében.
A Byringe megállóhely előtt Allan leszáll a buszról. Az állomás gondnoka, egy Julius nevű, hetvenes éveiben járó férfi közli vele, hogy az állomáson nincs vonatközlekedés és le van zárva. Rákérdez a bőröndre, mire Allan elmondja, hogy ellopta valakitől. Julius ezután beinvitálja italozni. Az idősotthonba megérkezik Aronsson főfelügyelő a rendőrségtől, aki megvizsgálja Allan szobáját, azonban kénytelen végighallgatni az igazgatónő sopánkodását a befuccsolt, drága ünnepség miatt. A Bryringe állomáson Allan és Julius italoznak és Julius főztjét eszik, majd mikor a százéves férfi kimegy a ház mögé vizelni, megérkezik a skinhead és ki akarja szedni Juliusból az idősebbik férfi hollétét. Allan bejön az épületbe és egy krikettütővel leüti a fiatalembert, majd bezárják őt a hűtőkamrába. Mikor magához tér, és kiabálni kezd, Julius bekapcsolja a kamra hűtőgépét. A bőröndöt felnyitva több millió koronát találnak. Allan újabb visszaemlékezésében, Gustavsson nagykereskedő, miközben a szeretőjével kocsikázott, megállt egy réten, hogy könnyítsen magán. Tudtán kívül azonban éppen odasétált, ahol Allan a legújabb robbantásos kísérletét végezte, és így a tinédzserfiú akaratán kívül felrobbantotta az üzletembert is. A fiút ezután elmegyógyintézetbe zárták, azonban a holmijai között felfedezte apja fényképezőgépét, és elkezdte vele fényképezni és videózni a többi bentlakót. Néhány évvel később Herman Lundborg fajelmélettel foglalkozó professzor kezdte vizsgálni, és a fiú testfelépítése, illetve rendzavaró viselkedése alapján négernek ítélte őt, majd elrendelte, hogy kasztrálják Allant. A műtétet el is végezték, az intézeten belül.
Allan és Julius megszámolja a pénzt, megállapítva, hogy ötven millió koronára leltek. Eközben Durbincs, a házi őrizetben lévő skinhead bandavezér idegesen fedezi fel, hogy Karó, a bőröndöt hozó bandatag egyáltalán nem érhető el. Pim, az angol maffiózó, akinek a pénz a tulajdonában van, felhívja a bandát és az iránt érdeklődik, mikor érkezik meg hozzájuk a pénz, és mikor tudják átadni a maffiózónak. Durbincs ezután elküldi a jobbkezét, Küblit, hogy keresse meg Karót. Az állomáson Julius felfedezi, hogy a hűtőkamra időközben mínusz húsz fokra hűlt le, és halálra fagyasztotta a fiatal skinheadet. Allan filozófiája szerint azonban "késő bánat eb gondolat", és annak idején, a sterilizációja után sem sajnálkozott. Fiatalon egy ágyúöntödébe ment dolgozni, majd egészen kezdőként megismerte Estebant, aki a spanyol polgárháború megszállottja volt, és meggyőzte Allant, hogy jöjjön vele a frontra harcolni Franco tábornok ellen. Allant nem a harc eszmei oldala érdekelte, hanem az, hogy egy háborúban sok mindent fel lehet robbantani. Estebant még azelőtt orvul agyonlőtték, hogy ténylegesen részt vehetett volna a fegyveres harcban, mikor is egy dombra felmászva elkiáltotta magát. A háború során Allan fő feladata a fontos hidak felrobbantása volt, ami, saját bevallása szerint, az evés és az ivás mellett napjainak fő tevékenysége volt. Egy idő után azonban elvesztette a varázsát, így miután élesítette az utolsó bombáját, leintett egy, a híd felé közeledő autót, hogy vigyék őt el egy darabon. Miután a kocsi megállt, Allan háta mögött felrobbant a híd, az autóban utazó Franco pedig megköszönte, hogy megmentette az életét. A tábornok meghívta Allant egy táncmulatsággal egybe kötött ünnepi vacsorára, ahol Franco odaadta a svédnek a kedvenc, díszes pisztolyát. Allan, a fegyver erejére kíváncsian, a plafonba lőtt vele, kissé megrökönyítve a tömeget. Mikor Franco megkérdezte, mi fog hiányozni Allannak Spanyolországból, azt felelte, a bor és Esteban. Franco pohárköszöntőt mondott az ismeretlen Estebanra, nem tudván, hogy a férfi éppen ellene akart harcolni a háborúban.
Látván, hogy hívás érkezett Karó telefonjára, Julius átnézi azt, és látja, hogy Kübli üzenetekben megpróbálja felvenni a néhai skinheaddel a kapcsolatot. A buszállomásra érkezve Kübli természetesen csak a jegypénztárost találja, és ahogy korábban Karó, úgy ő is megkérdezi a pénztárostól, hová ment a bőrönd. A pénztáros ezután a rendőrségre megy, ahol elmondja Aronsson főfelügyelőnek a százéves férfi és a bandatagok látogatását. A főfelügyelő a byringei állomásra megy, ahol azonban senkit sem talál, mivel Allan és Julius a skinhead holttestével együtt, egy hajtányon ülve a közeli kikötőbe hajtott, ahol egy faládába zárták a néhai bandatagot. Aronsson megállít egy idős kerékpáros férfit, hogy megkérdezze, nem találkozott-e az eltűnt idős férfival, mire elmondja, hogy látta őt egy hajtányon ülve Juliussal és egy "hetykén ülő" fiatalemberrel. Ezalatt Allan és Julius párosa találkozik egy, éppen az autójába pakoló fiatal férfival, Bennyvel, akit meggyőznek, hogy vigye őket magával, noha Benny csak bevásárolni megy egy városon kívüli üzletbe. Aronsson egy országos rádióadóban bejelenti Allan "elrablását egy motorosbanda által", amit az autójában ülő Kübli is hallgat, ezután jelzi a fejleményeket Durbincsnak, aki arra a következtetésre jut, hogy Karó elrabolta az öreget. A hírt az újságok is megjelentetik címlapsztoriként, amit a benzinkúton megállva Benny is észrevesz, és mivel Juliuson a Karótól eltulajdonított motorosmellény van, így azt gondolja, hogy Allan az ő foglya. A bácsi azonban elmeséli a fiatalembernek az aznapi eseményeket, amit ő hüledezve hallgat. Miután Julius visszatér egy csomag ellopott cukorkával, és gyors indulásra biztatja Bennyt, a fiatalember idegesen kérdőre vonja őket, de Julius egyelőre még nem tudja, mit kezdjenek a pénzzel.
Allan szerint felesleges azon morfondírozni, hogy kinek a tulajdona egy adott dolog. A Francótól kapott pisztolyt Amerikában eladta és munkavállalási engedélyt vásárolt a pénzből, majd építőmunkásként kezdett dolgozni. Egy felhőkarcoló építése során az egyik munkatársa elültette a bogarat a fülében, hogy jelentkezniük kellene a Manhattan tervbe, hogy lehetőségük legyen megváltoztatni a világot. Allan először félreértelmezte, azt hitte, a Manhattan-koktél áttervezéséről van szó, de azután a munkatársa rávezette, hogy bombakészítést rejt a terv. Allanba ezzel visszatért a robbantgatás iránti vágy, és csatlakozott Robert Oppenheimer munkacsoportjához. Oppenheimer professzor nem tudta megoldani a plutóniumok elhelyezésének kérdését a bombában, azonban Allan megadta a helyes választ, hogy a dinamit működési elvéhez hasonlóra kell átalakítani a bombát. Hirosima bombázását távolról figyelte az amerikai hadsereg teljes vezetése, amelynek során Allan megismerte Harry S. Truman alelnököt. Egy italozás során Truman megköszönte Allannak a bomba kifejlesztésében nyújtott segítségét, beszélgetésüket azonban megzavarta egy Trumanhoz érkező telefonhívás, amelyben közölték vele, hogy Roosevelt elnök meghalt, és Trumannak vissza kell térnie a Fehér Házba. Truman elbúcsúzott Allantól, de előtte még ajándékul adta neki az alelnöki öngyújtóját. Allan hazarepült Svédországba, ahol Tage Erlander miniszterelnök vacsorára invitálta őt a Grand Hotelbe. Erlander megkérte Allant, hogy mondja el, mit dolgozott a Manhattan tervben, de Allan sokkal inkább a Trumannal közös tequilázásról kezdett el mesélni. Ezt megelégelve Erlander távozott, és Sigvard Eklundra, a Nemzetközi Atomenergia-ügynökség főigazgatójára bízta, hogy mérje fel, Allan be tud-e kapcsolódni az Atomenergetikai Bizottság munkájába. Szembesülve vele, hogy Allan kritikusan alul iskolázott, Eklund is hamar véget vetett a beszélgetésüknek. Aznap este, az étterem mosdójában Allan találkozott Jurij Popovval, aki egy sétára hívta őt, melynek során igyekezett meggyőzni, hogy mondja el Sztálin elvtársnak az atombomba titkát. A séta végén egy kikötőhöz érkeztek, ahol Jurij nyomására az orosz férfi tengeralattjárójába szálltak.
A kocsiút során a benzin apadása miatt megállásra kényszerülnek, és egy Tószeg nevű majorsághoz hajtanak, ahol a tulajdonostól, Gunillától kibérelnek egy szobát egy este erejéig. Elefánt-trombitálást hallanak az istállóból, mire Gunilla bemutatja nekik Sonját, az elefántját, amit az exbarátja ellopott egy utazó cirkusztól, a cirkusz turnébuszával együtt. Sütögetni kezdenek a tanya udvarán, ahol Benny elmondja Gunillának, hogy az elmúlt tizennyolc évben több szemeszterbe is belekezdett különböző egyetemeken, de egyiket sem fejezte be. Ekkor megérkezik Ricky, Gunilla volt barátja kocsival, pusztán azért, hogy visszakövetelje azokat a virágcserepeket, amiket régen a nő születésnapjára vett. Gunilla azt mondja neki, hogy most már Benny a párja, ezután az exbarát távozna, bár a szűk udvaron igen nehezen tud megfordulni a kocsijával. A majorság elhagyása után Rickyre depressziós roham tör, és felhívja a testvérét, Küblit, akinek megemlíti a százéves férfit, mint Gunilla partnerét. Julius az asztalnál ülve összegzi a nap fordulatos eseményeit, mire Allan magában újra filozofálni kezd, miszerint az élet események láncolata, és nem tudhatjuk, az új események jobbak lesznek-e a régieknél.
Moszkvába érkezve Jurij elmondta Allannak, hogy a KGB megtalálta Einsteint Genfben, azonban nem Albertet, hanem az ikerfivérét, Herbertet, aki gyenge felfogású és egyáltalán nem ért az atomhoz. Sztálin emiatt igencsak csalódott az akcióban, és most minden reményük Allan tudásába helyeződött, aki tudja, hogyan kell atombombát létrehozni. Allan a Sztálin vezette bizottság elé került, ahol Vlagyimir, a főtitkár tolmácsa arra kérte, hogy mondjon el mindent, amit tud az atombombáról, de Allan előtte még kért egy vodkát. Sztálin beleegyezett egy italba, azonban rövidesen táncmulatságot csaptak a teremben, mikor is Allan kifecsegte, hogy neki már volt lehetősége táncolni Francóval is. Vlagyimir kérdésére elmondta, hogy annak idején megmentette a spanyol tábornok életét. A feldühödött Sztálin azonnal a vlagyivosztoki gulágba záratta Allant, ahol a kényszermunkák során találkozott Herbert Einsteinnel, és szobatársak lettek. A rossz koszt és a vodka hiánya miatt Allan hamar szökésre szánta a fejét, és mivel tudta, hogy az őrök nem lövik le Herbertet, ha a körletén kívül mászkál éjszaka – tisztában vannak a gyengeelméjűségével és hogy emiatt mindig eltéved –, így megpróbálta meggyőzni, hogy menjen el a mosodába és hozzon el onnét két egyenruhát. A győzködése azonban sikertelennek bizonyult Herbert elmeállapota miatt, aki nem tudta megjegyezni és megérteni a tervüket, így Allan egy év után feladta a győzködést. Egy alkalommal azonban, mikor Herbert ismét eltévedt éjszaka, véletlenszerűen a mosodába ment, és elhozott egy kézigránátot a szobájába. Egy újabb évvel később ezt Allan tudomására hozta, majd a két férfi ezután a gránáttal a kezében kiment az épületből, ahol az őrök a robbanóanyag miatt nem mertek rájuk lőni, majd Allan bedobta az eszközt egy, a teherkapuhoz érkező, rakétákkal teli teherautóba. Az elszabadult rakéták felgyújtották az egész gulágot, és a káoszt kihasználva Allan és Herbert elmenekült egy katonai autóval. Miután a gulág és a Szovjet Haditengerészet Csendes-óceáni flottája megsemmisülésének híre elérte Sztálint, a pártfőtitkár meghalt.
Kübli a testvéréhez megy, akitől, miután magához téríti némi hideg zuhannyal, megtudja, hogy Tószegen látta az idős férfit. Durbincs utasítására Kübli is a majorság felé indul. Aronsson ezalatt azon gondolkodik, hogy talán a nyomkereső kutyák tévesen jeleztek és valójában a vénséges vén ember szagát vélték hullaszagnak a hajtányon. Kollégája, Magnusson felügyelő azonban elutasítja az elképzelést, és inkább azt mondja, nézzen utána a Never Again motorosbanda két tagjának, Durbincsnak és Küblinek. Tószegen Benny talál egy ismeretlen mobilt, amiről kiderül, hogy Allané, és Oleg Popov kereste őt, Jurij fia. Kübli megérkezik a majorsághoz, majd Durbincs parancsára fegyverével előlép és Allant túszul ejtve azt követeli Bennytől, hogy hozza elé a bőröndjét. Ki is hozza a skinhead elé, aki nekilát a pénz megszámolásának a gyepen, mire Gunilla vadászpuskával a kezében kijön a házból, és a távozását követeli. Kübli a bőrönddel együtt hátrálni kezd, egyenesen a legelésző Sonja felé, majd mikor hanyatt esik az elefántürüléken, véletlenül az állat alá esik és a pisztolyát többször is ellőve Sonja elefántpáncélzatába tüzel. Az állat ráül és agyonnyomja a skinheadet. Durbincs idegességében és tanácstalanságában üvöltözni kezd Caracassal, az utolsó bandataggal, aki emiatt szintén távozik a lakásából. Miután Pim felhívja és újra megsürgeti a pénz érkezését, Durbincs lefeszíti magáról a nyomkövetőt, majd miközben beindul a rendőrség kihelyezett riasztója, a bandavezér sietve távozik. Tószegen beteszik Kübli holttestét Benny autójába, majd Julius elindul a járművel egy távoli helyre, ahol a hullával együtt felgyújthatja. Julius ideges, amiért a nevét sem tudja a hullának, bár Allan saját filozófiája szerint nem volnának okosabbak akkor sem, hogyha tudnák, hiszen az emberek gyakran másnak adják ki magukat.
1958 tavaszán Allan ellátogatott egy franciaországi jelmezbálba, ahová Herbert és a felesége hívta meg. A bált a francia külügyminiszter otthonában tartották, ahol Herbert felesége bemutatta Allant is a miniszternek. Allan régi ismerőseként üdvözölte a miniszter tolmácsát, Jan-Claudeot, aki valójában Vlagyimir, Sztálin egykori tolmácsa és a KGB beépített ügynöke a franciáknál. A miniszter dühösen szembesült az áruló munkatársával, és a francia titkosszolgálat elvitte Vlagyimirt egy titkos kihallgatóhelyiségbe. Az esemény Allanra irányította Ryan Hutton Párizsban állomásozó CIA-ügynök figyelmét, aki magához rendelte őt és megkérdezte, honnan ismeri Vlagyimirt, bár Allan a CIA-ügynököt is felbosszantotta a lényegtelen dolgok, azaz a Sztálinnal való bulizás részleteinek bemutatásával. Hutton meggyőzte Allant, hogy kihasználva a remek barátkozó képességét, legyen az emberük. Allan így újra felkereste Jurij Popovot egy moszkvai étteremben, ahol Jurij bemutatta neki a fiát, Oleget. A fiatalember szerette volna megkapni Allan amerikai cowboycsizmáját, de a svéd férfi inkább Truman egyköri öngyújtóját adta oda a kisfiúnak. Allan megkérte Jurijt, hogy segítsen neki olyan dokumentumokat szerezni a Kremlből, amiktől már meg akarnak szabadulni, és Jurij némi habozás után beleegyezését adta. A Kreml emberei egy bőröndben át is adták a papírokat Allannak, azonban meggyőzték, hogy ő is hozzon nekik némi információt az amerikaiaktól, így tehát Allan kettős ügynök lett a hidegháborúban. Valójában azonban nem volt igazi súlya a munkájának, mert mindkét fél csak haszontalan információkat küldött a másiknak. Ezalatt az Allan körüli fontos emberek kölcsönösen megfigyelték és lehallgatták egymást, a technika valamennyi vívmányát felhasználva. A videomegfigyeléseket és a lehallgatásokat követően pedig mindkét oldal beépített ügynökei öldöklésbe kezdtek, a másik oldal ügynökeit vagy fontos, külföldön állomásozó üzletembereit megcélozva. Végül egy alkalommal a Fehér Ház kertjében Allan maga is készített egy titkos hangfelvételt Hutton segítségével, amin Ronald Reagan a Fehér Ház udvarának főkertészével vitatkozott arról, hogy lebontsák-e az egyik kerten belüli falat, vagy sem. Reagan álláspontja szerint nem bonthatják le a falat. Moszkvában Allan lejátszotta a felvételt Mihail Gorbacsovnak, aki a kontextus ismerete nélkül úgy értelmezte a hallottakat, hogy Reagan a berlini fal lebontását ellenzi. Ezután Gorbacsov úgy döntött, nekik kell megtenniük ezt a lépést, és a fal lebontását szorgalmazniuk. Jurij halálának napján megkezdődött a fal fizikai bontása, amit Allan és Oleg némi ital mellett a tévéből figyelt, majd Oleg rágyújtott egy cigarettára Truman egykori öngyújtójával.
A vízparton ülve Allan hívást kap Olegtől, aki boldog születésnapot kíván neki. Gunilla és Benny visszazárják Sonját a cirkuszi kisbuszba, mert tudják, hogy menekülniük kell. Ezalatt Aronssonnak elmondja Magnusson, hogy Kübli öccse, Ricky egykor Tószegen lakott, így a főfelügyelő oda indul; Durbincs ezalatt szintén oda tart autóval, miközben Pim agresszívan figyelmezteti, hogy Balira kell vinnie a pénzt, a birtokára. A figyelmetlen skinhead egy mellékútról a főútra érkezve kis híján belerohan a cirkuszi turnébuszba, amin felfedezi az ablakból kémlelő Allant. Durbincs a nyomukba szegődik, és a keskeny úton megelőzi őket, majd egy erdősáv melletti árnyékos részen keresztbe áll a kocsijával és pisztollyal lőni kezd rájuk, de a buszt vezető Benny későn lép a fékre és elgázolják a kocsit. A kocsi az árokba szaltózik, a karambol hangjára és a kiakadó autódudára a Tószeg mellett vizsgálódó Aronsson is felfigyel. Ezalatt egy benzinkúton, miközben Julius grillezés címszóval, valójában az autó felgyújtásának céljából kannás benzint és öngyújtót vásárolna, egy autótolvaj beül a kocsiba és a hullával együtt ellopja azt a parkolóból. A szomszédos benzinkútról viszont éppen akkor gördül ki a turnébusz, most már Gunilla vezetése alatt, és a fedélzeten az életben lévő, de eszméletét vesztett Durbinccsal is. Aronsson a majorságban felfedez némi vért és töltényeket a füvön, és értesíti Magnussont. Amikor Allan és társai félreállnak egy erdei tisztásra, Durbincs felébred, de emlékezetkiesése van, és fogalma sincs róla, hogy szüksége van a bőröndre, illetve hogy mi történt vele.
A türelmét végleg elvesztő Pim újra felkeresi telefonon Durbincsot, aki azonban a maffiózót sem ismeri fel, Pim viszont azt hiszi, a skinhead csak tréfálkozik vele, és vadul szidalmazni kezdi. Allan átveszi a telefont, bemutatkozik a maffiózónak, és némi iróniával azt mondja neki, hogyha meg akarja ölni őt, akkor jobb, ha siet, tekintve, hogy egy százéves emberrel áll szemben. Ezután Allan elmondja a társainak, hogy noha az illető a vonal túlsó végén nem mutatkozott be, azt nyilvánvalóvá tette, hogy meg akarja ölni őket. Pin mozgósítja két emberét, hogy keressék meg az interneten, kicsoda Allan Karlsson. A főfelügyelőt ezalatt értesíti Magnusson, hogy néhány futó sportoló bejelentést tett a rendőrségre, miszerint látták az öregembert egy elefánttal együtt az erdőben, s bár a főfelügyelő telefonbetyárkodásnak minősíti a bejelentést, az erdő felé indul. Eközben Oleg felhívja Allant és megkérdi, hová vigyék őket a repülőgépükkel, az öregember pedig Durbincsot kéri meg, hogy javasoljon egy helyet – a skinhead pedig Balit javasolja. Miközben szedelődzködni kezdenek, Aronsson megérkezik kocsival és figyelni kezdi a társaságot, azonban hívást kap Magnussontól, miszerint a motorosbanda szerepéről szóló információ fals volt: Karó holttestét Dzsibutiban találták meg a láda felnyitásakor, Kübli hulláját pedig Rigában egy roncstelepen, az autózúzdában, míg a Tószegen talált vér valójában elefántvér volt, és Küblin csak a zúzdából származó sebeket találtak, lőtt sebet nem. Aronsson még elmondja kollégájának, hogy éppen előtte van az erdőben a százéves férfi és az elefánt, de Magnusson azt mondja, hogy inkább felejtse el az ügyet, majd gratulál neki a nyomozásban elért eredményekért.
A tisztás melletti salakos területre leszáll a repülőgép és a Durbinccsal és Sonjával kiegészült csapat felszáll rá, majd útnak indulnak Balira. Ezalatt Pim az interneten megtalálja a sajtóhíreket Allanról, és értetlenül áll az öregúr által okozott zűrzavar előtt. Allan és társai a pénzből luxusvillát vásárolnak saját tengerparti területtel, valamint értékes oldtimer autóval. Míg a többiek kirándulnak, Durbincs még a villában lábadozik a fejsérüléséből, és újra felkeresi az éppen kocsiban ülő Pim, kérdezvén, hol vannak most. Amikor az egykori skinhead azt mondja, Balin vannak, a maffiózó először azt hiszi, szórakoznak vele, majd megpillantja a mellettük haladó sávban autózó csapatot, benne Allannal. Pim dühösen arra utasítja a sofőrjét, hogy szorítsák le az útról Allanékat, azonban ezzel elvonja a figyelmét a vezetésről, és egy szemből jövő kamion beléjük csapódik, végezve a maffiózóval.
A csapat ezután a tengerparton pihen, és Benny végre őszintén mer beszélni Gunillával. Allan pedig, miközben Juliussal italozik, elmeséli számára az élete történetét.

## Szereplők
| Szerep                                 | Színész               | Magyar hang         |
| -------------------------------------- | --------------------- | ------------------- |
| Allan Karlsson                         | Robert Gustafsson     | Rudolf Péter        |
| Göran Aronsson főfelügyelő             | Ralph Carlsson        | Szilágyi Tibor      |
| Julius Jonsson                         | Iwar Wiklander        | Csuja Imre          |
| Benny Ljunberg                         | David Wiberg          | Görög László        |
| Gunilla                                | Mia Skäringer         | Liptai Claudia      |
| Perl-Gunnar Derbin / Durbincs          | Jens Hultén           | Szabó Győző         |
| Pim                                    | Alan Ford             | Székhelyi József    |
| Hans Claesson / Kübli                  | Sven Lönn             | Barabás Kiss Zoltán |
| Ricky Claesson                         | Gustav Deinoff        | Stern Dániel        |
| Magnusson felügyelő                    | Niclas Angerborn      | Kapácsy Miklós      |
| Karó                                   | Simon Säppenen        | Horváth Illés       |
| Caracas                                | Bianca Cruzeiro       | Zakariás Éva        |
| Alice, a nyugdíjasotthon igazgatónője  | Guhn Andersson        | Halász Aranka       |
| Ronny Hulth, pályaudvari jegypénztáros | Anders Sanzén         | Takátsy Péter       |
| Hulth felesége                         | Kerstin Bergström     | Kokas Piroska       |
| Gustavsson nagykereskedő szeretője     | Gunilla Jansson       | Kokas Piroska       |
| Idős futballedző                       | Lars-Gunnar Eriksson  | Végh Ferenc         |
| Benzinkúti pénztáros                   | Alfred Svensson       | Berkes Bence        |
| Allan anyja                            | Pernilla Göst         | Wégner Judit        |
| Allan apja                             | Ola Björkman          | Fehér Péter         |
| Herman Lundborg                        | Donald Högberg        | Forgács Gábor       |
| Ágyúöntödei részlegirányító            | Joakim Höglund        | Élő Balázs          |
| Esteban                                | Manuel Dubra          | Nagypál Gábor       |
| Náci szimpatizáns a vonaton            | Niclas Carlsson       | Albert Gábor        |
| Fáradt utas a vonaton                  | n/a                   | Petridisz Hrisztosz |
| Francisco Franco                       | Koldo Losada          | Bolla Róbert        |
| Francia külügyminiszter                | Jay Benedict          | Bolla Róbert        |
| Douglas Freeman                        | Lateef Lovejoy        | Ifj. Jászai László  |
| Robert Oppenheimer                     | Philip Rosch          | Galbenisz Tomasz    |
| Harry S. Truman                        | Kerry Shale           | Sörös Sándor        |
| Truman asszisztense                    | Scott Alexander Young | Bartók László       |
| Tage Erlander                          | Johan Rheborg         | Honti Molnár Gábor  |
| Sigvard Eklund                         | Patrik Karlson        | Gyurity István      |
| Jurij Popov                            | Georg Nikolloff       | Vida Péter          |
| Oleg Popov fiatalon                    | Nikita Ivanov         | Ifj. Boldog Gábor   |
| Oleg Popov felnőttként                 | Sergej Merkusjev      | Zöld Csaba          |
| A Fehér Ház munkatársa a telefonban    | n/a                   | Zöld Csaba          |
| Vlagyimir Karpov / Jan-Claude Pistau   | Miglen Mirtchev       | Bicskey Lukács      |
| Rádiós műsorvezető                     | Kristoffer Stålbrand  | Bicskey Lukács      |
| Joszif Sztálin                         | Algirdas Paulavicius  | Dengyel Iván        |
| Herbert Einstein                       | David Shackleton      | Fodor Tamás         |
| Amanda Einstein                        | Sibylle Bernardin     | Bozó Andrea         |
| Ryan Hutton                            | Cory Peterson         | Háda János          |
| Ronald Reagan                          | Keith Chanter         | Albert Péter        |
| A Fehér Ház udvarának kertésze         | Richard Cummingham    | Joó Gábor           |
| Mihail Gorbacsov                       | Sigitas Rackys        | eredeti hang        |

A film forgatásában magyar színészek is részt vettek: Zicherman Zoltán, Szász Igor, Tóth László és Dengyel Iván orosz katonatiszteket formáltak meg. Pethes Csaba egy orosz politikus alakját keltette életre, Lódi Csaba egy kémet játszott a filmben. Közülük egyedül Szász Igornak volt beszélő szerepe, a magyar változatban Koncz István kölcsönözte a hangját.

### Magyar változat
A magyar változatot az ADS Service Kft. megbízásából a Pannonia Sound System készítette 2014-ben. Moziforgalmazója az ADS Service Kft.
- Magyar szöveg: Gáspár Bence
- Hangmérnök: Farkas László
- Vágó: Orosz Dávid
- Gyártásvezető: Boskó Andrea
- Szinkronrendező: Kosztola Tibor
- Produkciós vezető: Kovács Anita
- Cím, stáblista felolvasása: Korbuly Péter

## Fogadtatás

### Bevételi adatok
A film hatalmas sikert aratott Svédországban, már a premier napján, 2013. december 25-én 78 ezer nézőre tett szert, ezzel 2013 legjobban nyitó svéd filmje lett. Három nappal később, 28-án 108 ezer mozijegyet adtak el, ami az SF Bio mozilánc mérése szerint a modern idők legnagyobb egynapi filmbevétele volt. A következő év január 15-ei napjára a film egymilliós közönséget ért el, kevesebb mint egy hónappal, mindössze 22 nappal a premier után. Öt héttel később az Aftonbladet arról számolt be, hogy a film túlszárnyalta a Hétköznapi mennyország, az addigi legnézettebb 2000 utáni svéd film közönségsikerét is.  Április 22-én, négy hónappal/17 héttel a bemutató után a film a Biotoppens Top-10 listáján kívül, a tizenegyedik helyen végzett.
Németországi bemutatója március 20-án volt, és a hét legsikeresebb filmpremierjének bizonyult. A hét végéig a filmet 135 ezer néző látta, ezzel a német mozitoplistán a negyedik helyre került.  A következő héten pozícióját a harmadik helyre emelte, összesen 305 ezer német mozinézővel. A film bevétele túllépte az 50 millió dollárt, ami rekord a svéd filmek között.
Március elején a Svéd Filmintézet új információkat közölt a film közönségi adatairól, miszerint a film a top 10 legnézettebb svéd film közé került, az 1963-1964-től mért adatok alapján.

### Kritika, díjak
A film általánosságban tetszett a kritikusoknak. Az Aftonladet három csillagra értékelte és "kellemesen szórakoztató"-nak nevezte,  míg Robert Gustafsson Allan Karlsson-megformálását ötösre, "Robert Gustafsson nagy erőfeszítéseket tesz" megjegyzéssel. Emellett a MovieZine filmes oldal az ötből négy, az Expressen három csillagra értékelte a filmet. Január 3-án bejelentették, hogy a filmet jelölték a január 20-ai 49. Guldbagge-díjátadóra három kategóriában, amelyek közül végül egyikben sem győzedelmeskedett, viszont elnyerte a közönségdíjat.
A 2016-os Oscar-díjátadóra Eva von Bahrt és Love Larsont jelölték a legjobb sminkért, de a kategóriában végül Leskey Vanderwalf, Elka Wardega és Damian Martin nyert a Mad Max – A harag útjában végzett munkájuk miatt.
A 2014-es Berlini Filmfesztiválon a filmet a sajtó és a közönség egyaránt pozitívan fogadta. A brit Screen magazin kritikájában azt írta, "a nevetésbe gyakran a plafon is beleremegett"'.  Emellett a filmet olyan neves folyóiratok is dícsérték, mint a The Guardian, a Daily Star és a The Daily Telegraph.
2013 végén a MovieZine svéd filmes oldal szavazást indított, amelyben az olvasóknak lehetőségük volt 2013 filmjeire szavazni, különböző kategóriákban. "A legjobb svéd film" kategóriában "A százéves ember, aki kimászott az ablakon és eltűnt" a második helyen végzett a Känn ingen sorg után a 2555 szavazat 17%-ával.